# Phil Decker
Phil Decker ist Jerry Cottons Dienstpartner in der gleichnamigen Kriminalromanserie über die Fälle und Abenteuer des FBI-Agenten. 
Zum 50-jährigen Jubiläum der Serie im Jahre 2004 gab es über Phil Decker eine sechsbändige Miniserie mit dem Untertitel Jerry Cottons bester Freund. In dieser Serie wurden sechs Soloabenteuer von Phil Decker geschildert, die er nach dem Ausscheiden vom FBI bestand. Er verließ das FBI, weil er für die Hinrichtung eines Unschuldigen verantwortlich war. Seine Tour führt in den sechs Einzelabenteuern quer durch die USA.
Während der Auszeit von Phil war Sarah Hunter Dienstpartnerin von Jerry. Mit Band 2457 kehrte Phil Decker wieder zurück in die Serie. Er gilt neben Jerry Cotton als beliebteste Figur in der Krimiserie. Er wird als gut aussehend und etwas ruhiger als Cotton beschrieben und hat ein gestörtes Verhältnis zu allen Klimaanlagen, die in seinen Augen nie richtig funktionieren. 
In den acht abendfüllenden Jerry-Cotton-Kinofilmen aus den 1960er-Jahren wird Phil Decker vom deutschen Schauspieler Heinz Weiss verkörpert.

## Die Phil-Decker-Romane
1. Jenseits des Gesetzes
2. Auf schmalem Grat
3. In geheimer Mission
4. Endstation San Antonio
5. Indianerblut
6. Showdown in der Hölle